# Halomenia
Halomenia is een geslacht van wormmollusken uit de  familie van de Pruvotinidae.

## Soort
- Halomenia gravida Heath, 1911